# Melochia umbellata
Melochia umbellata är en malvaväxtart som först beskrevs av Maarten Willem Houttuyn, och fick sitt nu gällande namn av Otto Stapf. Melochia umbellata ingår i släktet Melochia och familjen malvaväxter. Utöver nominatformen finns också underarten M. u. deglabrata.

## Bildgalleri

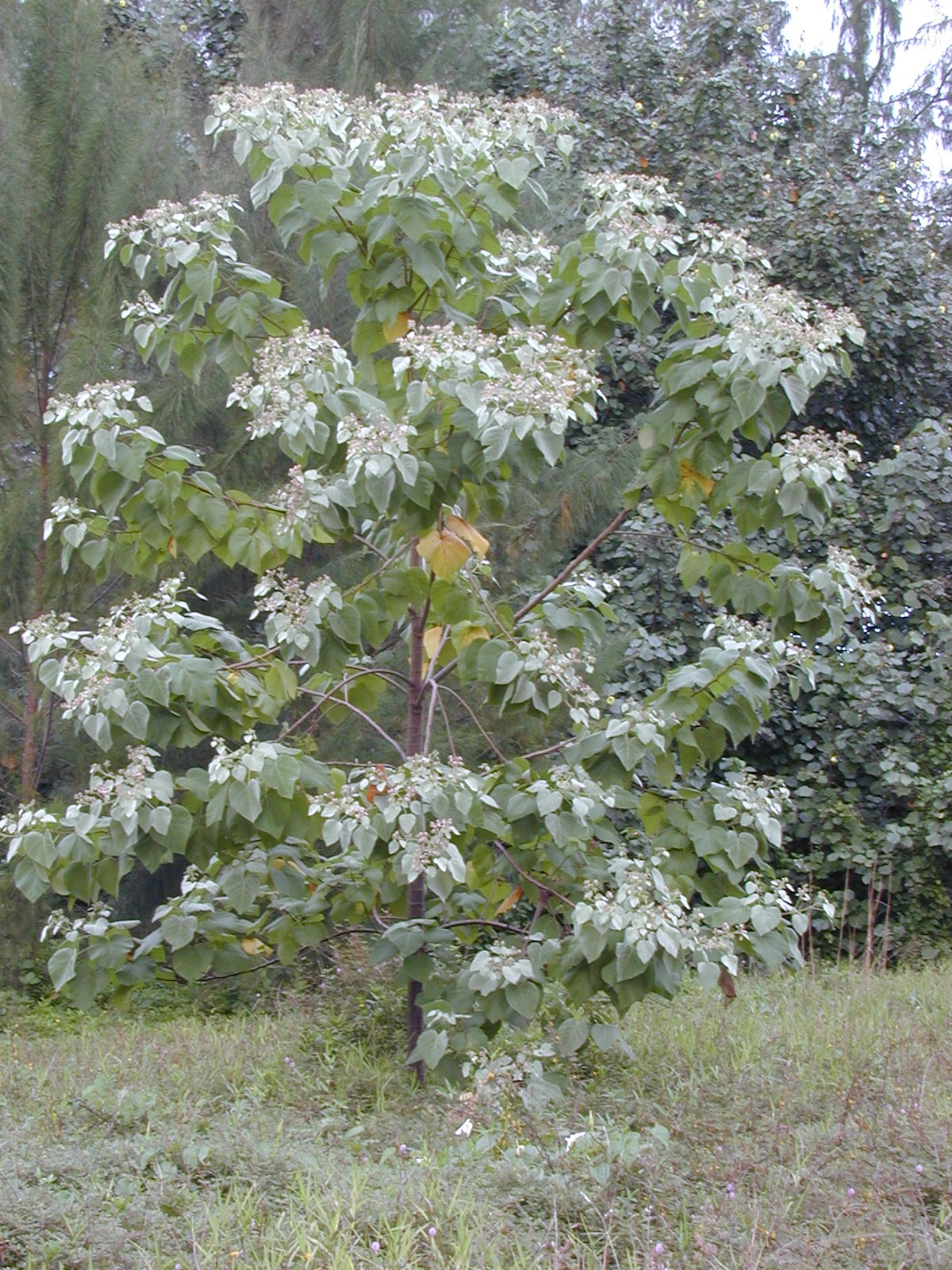
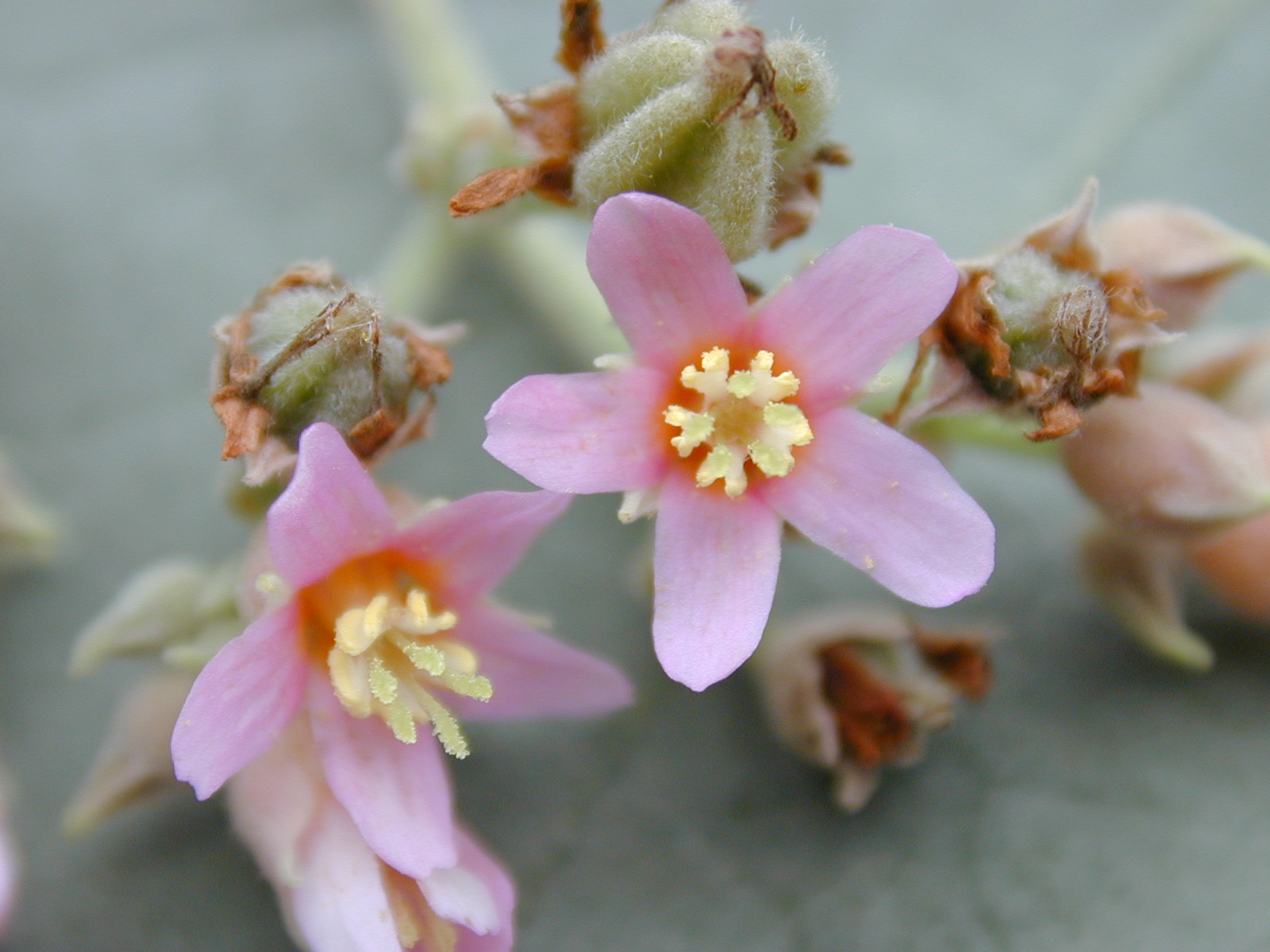
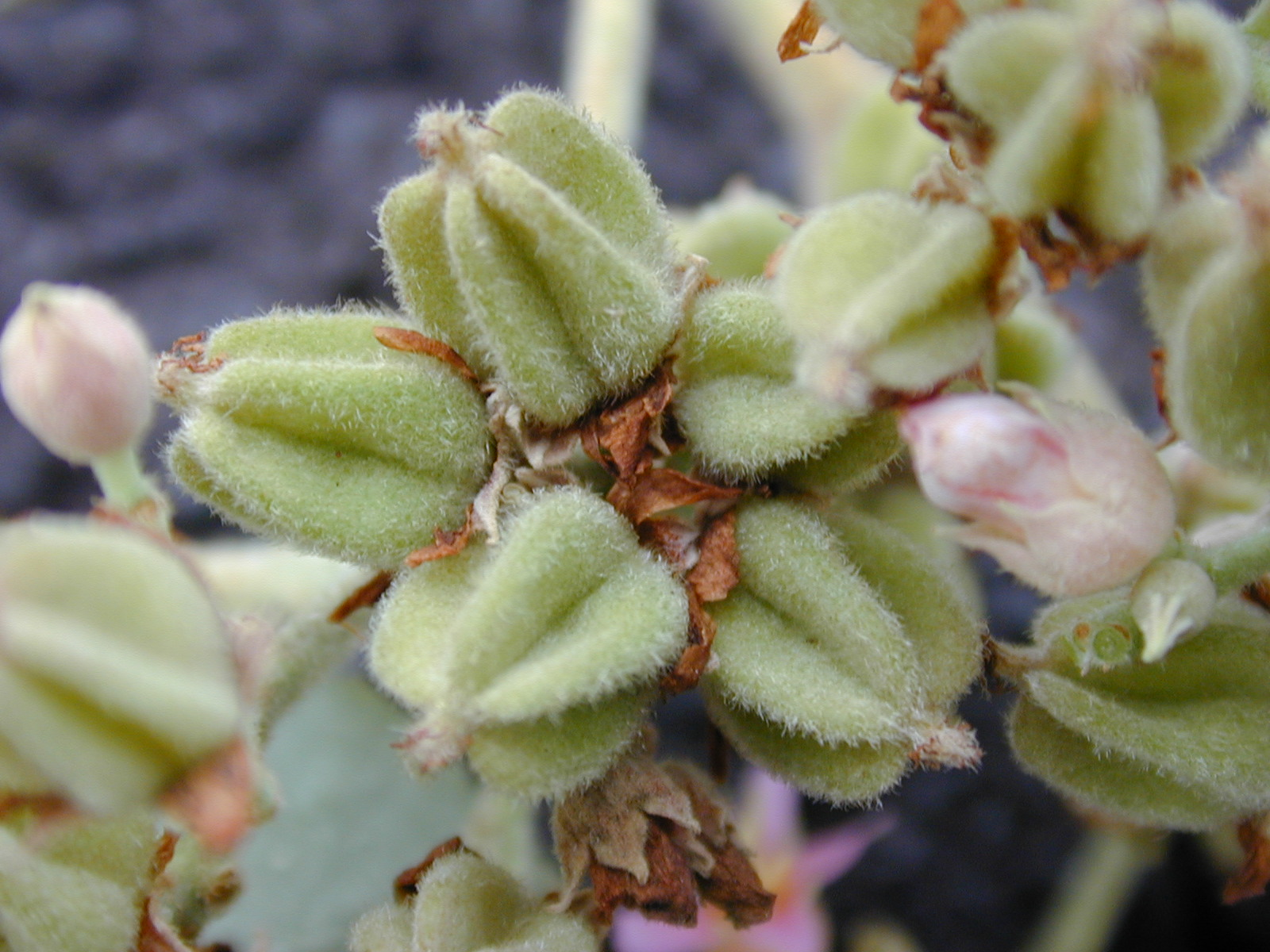